# Parasmodix quadrituberculata
Parasmodix quadrituberculata là một loài nhện trong họ Thomisidae.
Loài này thuộc chi Parasmodix. Parasmodix quadrituberculata được miêu tả năm 1966 bởi Jézéquel.